# 升平
升平（しょうへい）は、東晋の穆帝司馬聃の治世に行われた2番目の年号。357年 - 361年。
前涼はこの年号を継続し、滅亡を迎える升平20年（376年）まで使用した。

## 出来事
- 升平元年
  - 正月元日：即日改元。
- 升平2年
  - 12月：東郡を襲った東晋軍が前燕軍に敗れる。
- 升平3年
  - 3月26日：十三戸ごとに一人を引き抜いて北伐軍の漕運に使われる。
  - 10月：前燕の慕容評が東阿を侵す。
  - 12月：河北を前燕に奪われる。林邑を討伐する。
- 升平5年
  - 5月22日：穆帝崩御。哀帝司馬丕が即位。
- 升平6年
  - 正月20日：「隆和」と改元。

## 西暦・干支との対照表

### 東晋での使用
| 升平 | 元年  | 2年   | 3年   | 4年   | 5年   |
| 西暦 | 357年 | 358年 | 359年 | 360年 | 361年 |
| 干支 | 丁巳  | 戊午  | 己未  | 庚申  | 辛酉  |

## 他元号との対照表
| 升平 | 元年         | 2年    | 3年          | 4年    | 5年    |
| 代   | 建国20       | 建国21 | 建国22       | 建国23 | 建国24 |
| 前涼 | 建興45       | 建興46 | 建興47       | 建興48 | 建興49 |
| 前秦 | 寿光3 永興元 | 永興2  | 永興3 甘露元 | 甘露2  | 甘露3  |
| 前燕 | 元璽6 光寿元 | 光寿2  | 光寿3        | 建熙元 | 建熙2  |